# Habenaria bicolor
Habenaria bicolor là một loài thực vật có hoa trong họ Lan. Loài này được Conrath & Kraenzl. mô tả khoa học đầu tiên năm 1906.